# Isabel de Foix

Armes d'Isabel de Foix

Isabel de Foix o Elisabet de Castellbò (? - 1426) fou comtessa de Foix i vescomtessa de Bearn, Marsan i Castellbò (1398-1413).

## Orígens familiars
Tercera filla del comte Roger Bernat II de Castellbò i la seva esposa Gerarda de Navailles. Fou germana del també comte Mateu I de Foix al qual va succeir el 1398.

## Núpcies i descendents
Es va casar el 1381 amb Arquimbald de Grailly, senyor de Grailly i Captal de Buch. D'aquest matrimoni nasqueren: 
- l'infant Joan I de Foix (1382-1436), comte de Foix, vescomte de Bearn
- l'infant Gastó de Foix (?-1455), Captal de Buch i iniciador del comtat de Candale
- l'infant Arquimbau de Foix (?-1419), senyor de Navailles
- l'infant Mateu I de Comenge (?-1453), comte de Comenge
- l'infant Pere de Foix (1386-1464), cardenal i bisbe d'Arle

El 1398 Arquimbald fou associat al govern. Durant quatre anys el rei de França Carles VI no volgué reconèixer la successió perquè Arquimbald era fidel als anglesos. Finalment el 1402 el rei va reconèixer Isabel i Arquimbald com a titulars del comtat de Foix.
El 1413, a la mort del seu marit, va deixar el govern en mans del fill Joan I de Foix, tot i que va mantenir el títol de comtessa nominal fins a la seva mort el 1426.